# Asbury Lake
Asbury Lake ist ein census-designated place (CDP)  im Clay County im US-Bundesstaat Florida. Das U.S. Census Bureau hat bei der Volkszählung 2020 eine Einwohnerzahl von 11.036 ermittelt.

## Geographie
Asbury Lake liegt rund 10 km nordwestlich von Green Cove Springs sowie etwa 20 km südlich von Jacksonville. Größere Straßen gibt es keine.

## Demographische Daten
Laut der Volkszählung 2010 verteilten sich die damaligen 8700 Einwohner auf 3048 Haushalte. Die Bevölkerungsdichte lag bei 1000 Einw./km². 88,8 % der Bevölkerung bezeichneten sich als Weiße, 5,7 % als Afroamerikaner, 0,5 % als Indianer und 1,3 % als Asian Americans. 1,2 % gaben die Angehörigkeit zu einer anderen Ethnie und 2,4 % zu mehreren Ethnien an. 6,7 % der Bevölkerung bestand aus Hispanics oder Latinos.
Im Jahr 2010 lebten in 48,7 % aller Haushalte Kinder unter 18 Jahren sowie 20,8 % aller Haushalte Personen mit mindestens 65 Jahren. 86,0 % der Haushalte waren Familienhaushalte (bestehend aus verheirateten Paaren mit oder ohne Nachkommen bzw. einem Elternteil mit Nachkomme). Die durchschnittliche Größe eines Haushalts lag bei 3,05 Personen und die durchschnittliche Familiengröße bei 3,30 Personen.
33,6 % der Bevölkerung waren jünger als 20 Jahre, 23,6 % waren 20 bis 39 Jahre alt, 28,2 % waren 40 bis 59 Jahre alt und 14,5 % waren mindestens 60 Jahre alt. Das mittlere Alter betrug 36 Jahre. 49,3 % der Bevölkerung waren männlich und 50,7 % weiblich.
Das durchschnittliche Jahreseinkommen lag bei 69.094 $, dabei lebten 3,2 % der Bevölkerung unter der Armutsgrenze.
Im Jahr 2000 war Englisch die Muttersprache von 100 % der Bevölkerung.

## Wirtschaft
Eine nennenswerte Industrie gibt es nicht. Die hauptsächlichen Beschäftigungszweige sind: Ausbildung, Gesundheit und Soziales: (18,9 %), Handel / Einzelhandel: (13,3 %), Finanzen, Versicherungen und Immobilien: (12,4 %), Baugewerbe: (15,9 %).